# Halowe Mistrzostwa Europy w Lekkoatletyce 1987 – chód na 3000 m kobiet
Chód na 3000 metrów kobiet – jedna z konkurencji rozgrywanych podczas halowych lekkoatletycznych mistrzostw Europy w hali Stade couvert régional w Liévin. Rozegrano od razu finał 22 lutego 1987. Zwyciężyła reprezentantka Związku Radzieckiego Natalla Dmitraczenka. Konkurencję tę rozegrano po raz pierwszy na halowych mistrzostwach Europy.

## Rezultaty

### Finał
Wystartowało 15 chodzierek.
Opracowano na podstawie materiału źródłowego.
| Miejsce | Zawodniczka                | Czas     | Uwagi |
| ------- | -------------------------- | -------- | ----- |
| 1       | Natalla Dmitraczenka       | 12:57,59 | CR    |
| 2       | Giuliana Salce             | 12:59,11 |       |
| 3       | Monica Gunnarsson          | 13:06,46 |       |
| 4       | Dana Vavřačová             | 13:07,47 |       |
| 5       | Emilia Cano                | 13:23,96 |       |
| 6       | Suzanne Griesbach          | 13:26,52 |       |
| 7       | Teresa Palacios            | 13:40,39 |       |
| 8       | Barbara Kollorz            | 13:41,02 |       |
| 9       | Zofia Wolan                | 13:58,92 |       |
| 10      | Sabine Desmet              | 14:01,11 |       |
| 11      | Maria Grazia Orsani        | 14:07,53 |       |
| 12      | Anna Bąk                   | 14:18,02 |       |
| 13      | Nadia Forestan             | 14:21,83 |       |
| 14      | Anne-Catherine Berthonnaud | 14:23,04 |       |
| –       | Kjersti Tysse              | DQ       |       |